# Carsten Spohr

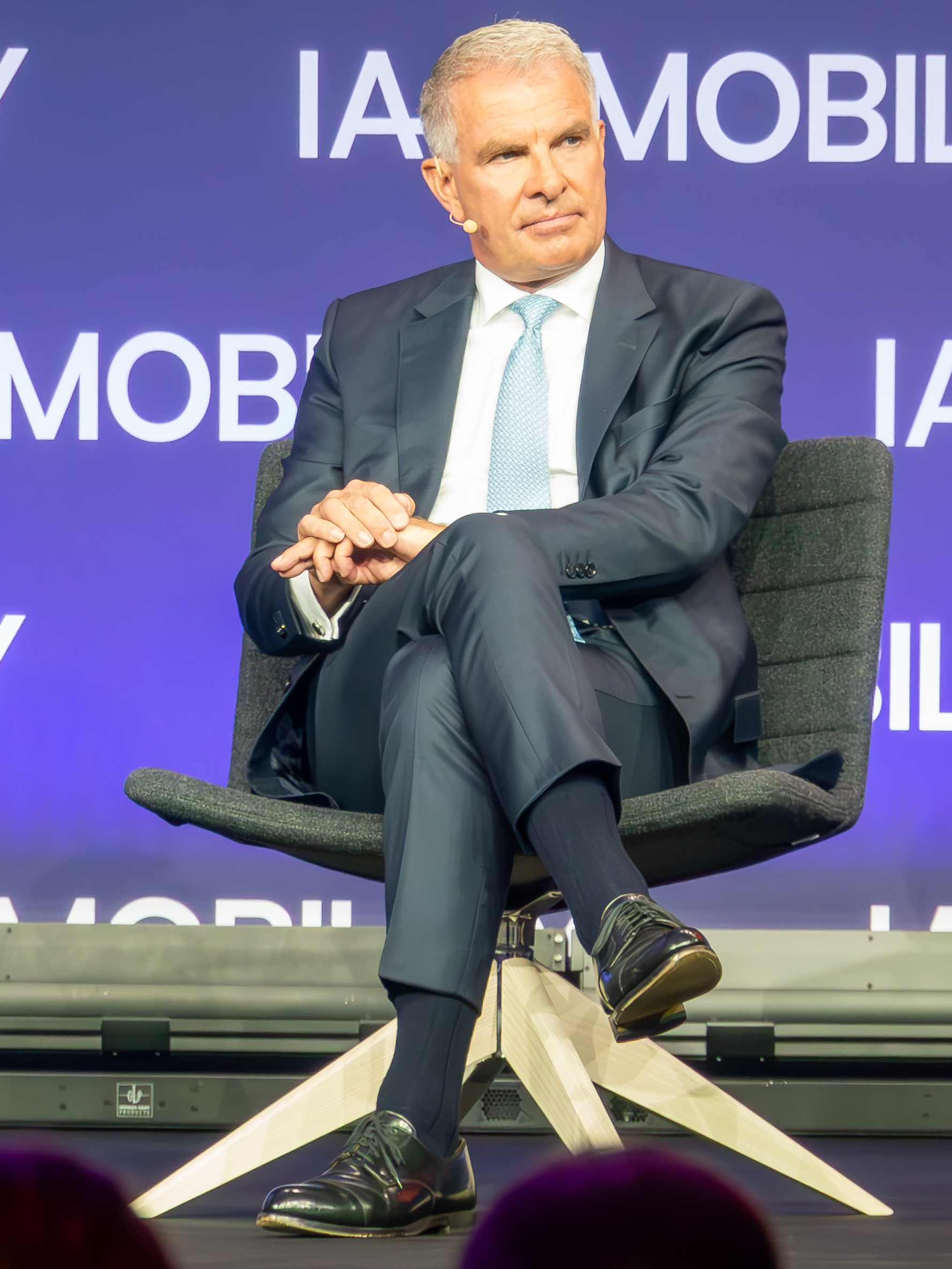
O CEO do Grupo Lufthansa, Carsten Spohr, em um painel de discussão durante o IAA Summit 2023 em Munique.

Carsten Spohr (Wanne-Eickel, Alemanha em 16 de dezembro de 1966) é Presidente Executivo e CEO da Deutsche Lufthansa AG. Desde 1 de maio de 2014 é responsável pelo Grupo Lufthansa, que abrange os segmentos de grupo de companhias aéreas de passageiros, logística, manutenção, catering e segmentos do serviços de TI, e tem mais de 117,000 colaboradores no mundo inteiro.

## Carreira
Depois de se licenciar em engenharia industrial na Universidade de Karlsruhe, qualificou-se para obter uma licença de piloto comercial na Lufthansa Flight Training, em Bremen e Phoenix. Completou, posteriormente, um curso de formação em gestão na Deutsche Aerospace (DASA), em Munique.
Em Outubro de 1994, Carsten Spohr regressou à Lufthansa e tornou-se o responsável do departamento de recrutamento de pessoal. Foi assistente pessoal do CEO da Lufthansa, Jürgen Weber, desde 1995, antes de assumir a responsabilidade das parcerias regionais da Lufthansa na Europa, em 1998. Em 2000, tornou-se Vice-presidente das Alianças e Cooperações e responsável pela gestão e coordenação dos parceiros mundiais da Lufthansa, incluindo a Star Alliance e os parceiros regionais. Além disso, em 2003, encarregou-se da estratégia de negócio de passageiros e das reuniões da companhia aérea Lufthansa. Em Outubro de 2004, Carsten Spohr foi nomeado para o Conselho de Administração das companhias aéreas de passageiros Lufthansa. Neste cargo, foi responsável pela gestão do aeroporto, tripulação de cabina e recursos humanos nas companhias aéreas de passageiros Lufthansa.
Carsten Spohr detém uma licença para pilotar aeronaves da família Airbus A320. É casado e tem duas filhas.